# Slovianoserbsk
Slovianoserbsk (en ukrainien : Слов'яносербськ, en russe : Славяносербск, Slavianoserbsk) est une commune urbaine de l'oblast de Louhansk, en Ukraine. Sa population s'élevait à 7 690 habitants en 2021.

## Géographie
Slovianoserbsk est arrosée par le Donets, un affluent du Don, et se trouve à 29 km au nord-ouest de Louhansk, en Ukraine.

## Histoire
De 1353 à 1864, la localité est la capitale de la Slavo-Serbie, un territoire de l'actuelle Ukraine, situé entre Lougansk et Bakhmout. Elle s'appelle d'abord Podgornoïe (Pidhirne) sous les cosaques zaporogues, puis est renommée Donetsk en 1784,  Slavianoserbsk en 1817 (faisant partie du gouvernement d'Ekaterinoslav), et enfin reçoit le nom ukrainien de Slovianoserbsk en 1933.
En 1960, Slovianoserbsk accède au statut de commune urbaine.

## Population
| 1897   | 1970   | 1979   | 1989   |
| ------ | ------ | ------ | ------ |
| 3 122* | 4 166* | 7 454* | 8 722* |

| 2001   | 2011  | 2012  | 2013  |
| ------ | ----- | ----- | ----- |
| 8 406* | 8 065 | 8 083 | 8 086 |

| 2021  | - | - | - |
| ----- | - | - | - |
| 7 690 | - | - | - |